# Konstantin Laskaris
Konstantin Laskaris, född 1170 i Konstantinopel, död 19 mars 1205 i Nicaea, var kejsare i Kejsardömet Nicaea 1204–1205. 